# HMAS Vampire (1917)
A HMAS Vampire a brit, majd az ausztrál királyi haditengerészet egyik V osztályú rombolója volt. A hajó építését 1916. október 10-én kezdte a J. Samuel White and Company, Limited, a Wight-szigeten fekvő Cowes városának hajógyárában. Az HMS Vampire vízre bocsátására 1917. május 21-én került sor, de csak szeptember 22-én fejezték be a romboló építését. Befejezése után a hajót a brit Királyi Haditengerészet (Royal Navy) állította hadrendbe, de 1933. október 11-én átadták a Királyi Ausztrál Haditengerészetnek (Royal Australian Navy), ahol HMAS Vampire néven állt szolgálatba.
Az HMAS Vampire 1933. október 17-én indult Ausztráliába, majd december 21-ére meg is érkezett Sydney-be. 1934. január 31-én áthelyezték a tartalék flottához, de 1936. július 14-én ismét szolgálatba állították. Négy nappal később, július 18-án, az HMAS Vampire-t ismét a tartalék flottához helyezték.
1938. május 11-én a rombolót újból szolgálatba állították. A második világháború során az HMAS Vampire részt vett többek közt a szövetségesek csapatainak görögországi evakuálásában, 1941 áprilisában.
1941 decemberében a hajó csatlakozott a Szingapúr brit hadikikötőjében állomásozó brit Force Z flottakötelékhez. December első hetében az HMS Repulse csatacirkálóval és az HMS Tenedos nevű rombolóval együtt az HMAS Vampire Ausztráliába indult, de útközben a hajókat visszahívták.
December 8-án kora reggel Szingapúrt japán repülőgépek támadták meg. Az HMS Prince of Wales csatahajó és az HMS Repulse csatacirkáló légvédelmi ágyúikból tüzet nyitottak a támadókra, de nem sikerült lelőniük vagy megrongálniuk egyetlen repülőgépet sem. Miután hírt kaptak a Pearl Harbor és Sziám elleni japán támadásról, a Force Z december 8-án, 17.30-kor kihajózott. A Force Z az HMS Prince of Wales csatahajóból, az HMS Repulse csatacirkálóból, valamint az őket kísérő rombolókból, az HMAS Vampire, az HMS Electra, az HMS Express, és az HMS Tenedos nevű egységekből állt.
20.55-kor Philips tengernagy leállította a hadműveletet, és visszarendelte a hajókat Szingapúrba. Visszaútjuk során, a hajókat észrevette az I-58 japán tengeralattjáró. December 10-én a hajók híreket kaptak a japánok kuantani partraszállásáról, így az HMS Express odahajózott, hogy átkutassa a területet, de nem talált ott semmit. Aznap délután a Saigonban állomásozó 22. japán légiflotta 85 repülőgépe, Kuantan partjainál megtámadta az HMS Prince of Wales csatahajót és az HMS Repulse csatacirkálót. A HMS Repulse 20 perc leforgása alatt 5 torpedótalálatot kapott, majd elsüllyedt. Az HMS Electra és az HMAS Vampire a helyszínre igyekezett, hogy kimentse az HMS Repulse túlélőit. Az HMS Prince of Wales túlélőiről az HMS Express gondoskodott.
1942. április 9-én a Vampire a HMS Hermes  brit könnyű repülőgép-hordozót kísérte a ceyloni Batticaloa partjainál. 10.35-kor a két hajóra rátámadt e85 db japán zuhanóbombázó és 9 vadászrepülőgép, melyeket 5 db  repülőgép-hordozóról indítottak légicsapásra. Az HMS Hermes 20 perc alatt a hullámsírba merült, az HMAS Vampire-t pedig egy bomba kettétörte. 11.05-kor az HMA SVampire is elsüllyedt, legénységének kilenc tagjával együtt.

## Külső hivatkozások
- A HMAS Vampire pályafutása (Angol)